# The Wanderer and His Shadow
The Wanderer and His Shadow — второй полноформатный студийный альбом норвежской блэк-метал группы Pantheon I, вышедший в мае 2007 года.
Название альбома взято из одной из ранних работ Фридриха Ницше с аналогичным названием.

## Список композиций
1. «Origin of Sin» — 4:47
2. «The Wanderer and His Shadow» — 4:54
3. «Cyanide Storm» — 5:03
4. «Coming to an End» — 6:27
5. «Shedim»- 4:25
6. «Where Angels Burn» — 5:16
7. «My Curse» — 8:13
8. «Chaos Incarnate» — 3:13

## Участники записи
- Андре Квебек — вокал, гитара
- Джон Эспен Сагстад — гитара
- Мадс Гульдбеккей — барабаны
- Тор Рисдал Ставенес — бас-гитара
- Лив Джулиан Костел — виолончель
- В качестве гостей в песне Coming to an End отметились вокалист группы Solefald Лазарь Нидленд, а также Nachtgarm из группы Negator в песне Chaos Incarnate.
- На скрипке в песне Where Angels Burn играет бывшая участница Pantheon I Гунхильд.
- Обложку рисовал Кьелл Эге Меланд, рисовавший обложку также и для Atrocity Divine.

- Рецензии на альбом на сайт Encyclopaedia Metallum  (англ.)